# Malou Pheninckx
Malou Pheninckx (* 24. Juli 1991 in Oosterhout) ist eine niederländische Hockeyspielerin. Sie gewann 2021 die olympische Goldmedaille, war Weltmeisterin 2018 sowie Europameisterin 2017, 2019 und 2021.

## Leben
Die Mittelfeldspielerin debütierte 2013 in der Nationalmannschaft. Sie bestritt 108 Länderspiele, in denen sie 4 Tore erzielte.(Stand 6. August 2021)
Pheninckx spielte 2013 in 20 Spielen für die Nationalmannschaft. Nach zwei weiteren Länderspielen 2014 wurde sie nicht mehr berufen und kehrte erst 2017 in die Elftal zurück. Bei ihrem ersten großen Turnier siegten die Niederländerinnen bei der Europameisterschaft 2017 in Amstelveen. Im Jahr darauf fand die Weltmeisterschaft in London statt. Die Niederländerinnen gewannen ihre Vorrundengruppe und bezwangen im Viertelfinale die Engländerinnen. Nach einem Halbfinalsieg im Siebenmeterschießen gegen Australien trafen die Niederländerinnen im Finale auf die irische Mannschaft. Die Niederländerinnen gewannen das Finale mit 6:0. 2019 verteidigten die Niederländerinnen ihren Europameistertitel bei der Europameisterschaft in Antwerpen. Auch bei der Europameisterschaft 2021 in Amstelveen siegten die Niederländerinnen im Finale gegen die deutsche Mannschaft. Bei den Olympischen Spielen in Tokio gewannen die Niederländerinnen alle acht Spiele, im Finale bezwangen sie die Argentinierinnen mit 3:1.
Malou Pheninckx spielt seit 2010 beim SV Kampong in Utrecht.